# Gau de Hessen-Nassau
El Gau de Hessen-Nassau (Gau Hessen-Nassau), conegut anteriorment com a Gau de Hessen-Nassau del Nord (Gau Hessen-Nassau-Nord) va ser una divisió administrativa de l'Alemanya nazi de 1933 a 1945 a la província prussiana de Hessen-Nassau i a l'Estat Popular de Hessen.
El sistema nazi de Gau (en plural Gaue) va ser establert originalment en una conferència del partit, el 22 de maig de 1926, per tal de millorar l'administració de l'estructura del partit. A partir de 1933, després de la presa de poder nazi, els Gaue va reemplaçar cada vegada més als estats alemanys com a subdivisions administratives a Alemanya.
Al capdavant de cada Gau es va situar un Gauleiter, una posició cada vegada més poderosa, especialment després de l'esclat de la Segona Guerra Mundial, amb poca interferència des de dalt. El Gauleiter local sovint ocupava càrrecs governamentals i de partit, i s'encarregava, entre altres coses, de la propaganda i la vigilància i, a partir de setembre de 1944, el Volkssturm i la defensa de la Gau.
El territori va ser originalment part de la Gau de Hessen. Aquest es va dividir al 1927 creant els gaue de Hessen-Nassau del Nord, Hessen-Nassau del Sud i Hessen-Darmstadt. Al 1933 Hessen-Nassau del Sud i Hessen-Darmstadt es van unir formant el Gau de Hessen-Nassau.
La posició de Gauleiter a Hessen-Nassau ha estat a càrrec de Jakob Sprenger. Sprenger i la seva dona es van suïcidar al Tirol el 8 de maig de 1945, on s'havien amagat.

## Gauleiters

### Gau de Hessen
- 1925-1926: Anton Haselmayer
- 1926-1927: Walter Schultz

### Gau de Hessen-Nassau del Sud
- 1927-1933: Jakob Sprenger

### Gau de Hessen-Darmstadt
- 1927-1931: Friedrich Ringhausen
- 1931-1931: Peter Gmeinder
- 1932-1933: Karl Lenz

### Gau de Hessen-Nassau
- 1933-1945: Jakob Sprenger